# Persone di nome Adam/Attori
| Questa pagina contiene informazioni ricavate automaticamente dalle voci biografiche con l'ausilio del template Bio e di un bot. L'aggiornamento è periodico e automatico e ricostruisce completamente la pagina. Se manca una persona in questa lista, sei pregato di non aggiungerla, ma accertati piuttosto che la sua voce biografica contenga il template Bio e che i dati anagrafici siano correttamente compilati. Se il template Bio manca, inseriscilo tu stesso o, in alternativa, metti l'avviso {{tmp\|Bio}} che ne segnala la mancanza. Se i dati riportati sono sbagliati, correggi direttamente la voce biografica; le modifiche saranno visibili in questa lista entro pochi giorni. Per chiarimenti vedi il progetto antroponimi. La lista contiene solo le 57 persone che sono citate nell'enciclopedia e per le quali è stato implementato correttamente il template Bio. Pagina aggiornata al 6 ago 2025. |

Questa è una lista di persone presenti nell'enciclopedia che hanno il nome Adam e sono attori.

## A(1)
- Adam Arkin, attore e regista statunitense (New York, n. 1956)

## B(9)
- Adam Bakri, attore palestinese (Giaffa, n. 1988)
- Adam Baldwin, attore statunitense (Chicago, n. 1962)
- Adam Beach, attore canadese (Ashern, n. 1972)
- Adam J. Bernard, attore, cantante e stuntman inglese (Slough, n. 1988)
- Adam Bessa, attore francese (Grasse, n. 1992)
- Adam Bousdoukos, attore e sceneggiatore tedesco (Amburgo, n. 1974)
- Adam Brody, attore statunitense (San Diego, n. 1979)
- Adam Brown, attore e comico britannico (Hungerford, n. 1980)
- Adam Busch, attore statunitense (East Meadow, n. 1978)

## C(4)
- Adam Campbell, attore britannico (Bath, n. 1980)
- Adam Carolla, attore, doppiatore e conduttore radiofonico statunitense (Los Angeles, n. 1964)
- Adam Jamal Craig, attore statunitense (Olathe, n. 1981)
- Adam Croasdell, attore britannico (Rhodesia, n. 1976)

## D(4)
- Adam DeVine, attore e comico statunitense (Waterloo, n. 1983)
- Adam Demos, attore australiano (Wollongong, n. 1985)
- Adam DiMarco, attore canadese (Oakville, n. 1990)
- Adam Driver, attore statunitense (San Diego, n. 1983)

## F(1)
- Adam Ferrara, attore e conduttore televisivo statunitense (Queens, n. 1966)

## G(5)
- Adam Garcia, attore, cantante e ballerino australiano (Wahroonga, n. 1973)
- Adam Godley, attore britannico (Amersham, n. 1964)
- Adam Goldberg, attore statunitense (Santa Monica, n. 1970)
- Adam Gregory, attore e doppiatore statunitense (Cincinnati, n. 1987)
- Adam Gunn, attore statunitense

## H(4)
- Adam Hann-Byrd, attore statunitense (New York, n. 1982)
- Adam J. Harrington, attore e produttore cinematografico canadese (Hamilton, n. 1972)
- Adam Hicks, attore statunitense (Las Vegas, n. 1992)
- Adam Huber, attore statunitense (Hollidaysburg, n. 1987)

## I(1)
- Adam Irigoyen, attore e cantante statunitense (Miami, n. 1997)

## J(1)
- Adam Jezierski, attore polacco (Varsavia, n. 1990)

## K(2)
- Adam Kantor, attore e cantante statunitense (Great Neck, n. 1986)
- Adam Kaufman, attore statunitense (Virginia, n. 1974)

## L(3)
- Adam LaVorgna, attore statunitense (New Haven, n. 1981)
- Adam Lamberg, attore statunitense (New York, n. 1984)
- Adam LeFevre, attore statunitense (Albany, n. 1950)

## N(1)
- Adam Nagaitis, attore britannico (Chorley, n. 1985)

## O(1)
- Zak Orth, attore statunitense (Libertyville, n. 1970)

## P(3)
- Adam Pally, attore statunitense (Livingston, n. 1982)
- Adam Pascal, attore, cantante e musicista statunitense (New York, n. 1970)
- Adam Pålsson, attore svedese (Österhaninge, n. 1988)

## R(6)
- Adam Rayner, attore britannico (Shrewsbury, n. 1977)
- Adam Rich, attore statunitense (New York, n. 1968 - Los Angeles, † 2023)
- Adam Richman, attore e conduttore televisivo statunitense (New York, n. 1974)
- Adam Rodríguez, attore, sceneggiatore e regista statunitense (Yonkers, n. 1975)
- Adam Rothenberg, attore statunitense (Tenafly, n. 1975)
- Adam Ryen, attore e sceneggiatore norvegese (Norvegia, n. 1980)

## S(7)
- Adam Sandler, attore, comico e produttore cinematografico statunitense (New York, n. 1966)
- Adam Saunders, attore australiano (Sydney, n. 1986)
- Adam Scott, attore statunitense (Santa Cruz, n. 1973)
- Adam Shulman, attore statunitense (New York, n. 1981)
- Adam Sinclair, attore scozzese (East Kilbride, n. 1977)
- Adam Sopp, attore britannico (Kent, n. 1986)
- Adam Storke, attore statunitense (New York, n. 1962)

## W(3)
- Adam West, attore e doppiatore statunitense (Walla Walla, n. 1928 - Los Angeles, † 2017)
- Adam Williams, attore statunitense (Wall Lake, n. 1922 - Los Angeles, † 2006)
- Adam Wylie, attore e doppiatore statunitense (San Dimas, n. 1984)

## Z(1)
- Adam Zolotin, attore statunitense (New York, n. 1983)